# Coirpre
Coirpre mac Étaine aussi orthographié Cairbre mac Éadaoine est un fili (ou barde) de mythologie celtique irlandaise. Il apparait dans le Cath Maighe Tuireadh et rédige une satire qui provoque la destitution de Bres.

## Mythologie
Il est le fils du dieu de l'éloquence Ogmios et d'une poétesse nommée Étan,. De ce fait, il est également le petit fils de Diancecht.
Selon le Cath Maighe Tuireadh, après avoir été mal reçu par le roi Bres, il compose une satire. Elle s’adresse au roi Bres et le dénonce comme étant un mauvais roi, du fait de son avarice qui est contraire à l'exercice de la souveraineté ; la satire du poète provoque son abdication et sa déchéance. Par la suite, Coirpre utilise ses dons de magie poétique dans la bataille de Maighe Tuireadhe pour soutenir les Tuatha Dé Danann et leur garantir la victoire,. En effet, ses poèmes brisent le moral des Fomoires et ont le pouvoir d'infliger le glam dicinn. Selon le texte, il serait le premier poète à rédiger une satire en Irlande,.
À sa mort, le coeur de sa mère se brise et elle meurt également.